# Paulo Duarte
Pour les articles homonymes, voir Duarte.
Paulo Jorge Rebelo Duarte né le 6 avril 1969 à Massarelos (Portugal), est un footballeur portugais, reconverti entraîneur. 
Il est nommé sélectionneur de la Guinée le 11 août 2025.

## Biographie

### Footballeur
Il a effectué toute sa formation de joueurs au Boavista FC avant de rejoindre l’União de Leira en 1989. Il y a passé trois saisons  avant de rejoindre SC Salgueiros pendant deux ans. Il joue notamment la coupe UEFA en 1990-1991.
Il rejoint le CS Maritimo en 1993, un des plus gros clubs de l’époque. Il est notamment finaliste de la Coupe du Portugal 1995 et joue aussi la coupe UEFA.
Il est ensuite retourné à l’União de Leira en 1995. Il vit une relégation en 1997 et devient champion de Segunda Divisão en 1998.
Le club réalise de belles saisons en Primeira Divisão en 1999, 2001 et 2002 (6e, 5e puis 7e). Il est capitaine de cette équipe et devient l'élève de José Mourinho lors de la saison 2001-2002 avec qui il noue des liens privilégiés. Il prend sa retraite de joueur en 2004.

### Entraineur
Il commencé sa carrière d’entraîneur au União de Leira, en tant qu’entraîneur adjoint pendant trois ans, puis en tant que numéro un pendant deux saisons. Il a notamment participé à la Coupe UEFA 2003-2004 (défaite au premier tour contre Molde FK).
Lors de la saison 2006-2007, son équipe termine le championnat à la 7e place et se qualifie pour la coupe Intertoto. L'União Leiria remporte cette compétition et se qualifie pour la Coupe UEFA 2007-2008 (défaite au 1er tour contre TSV Bayer 04 Leverkusen). Il est cependant le premier entraineur à avoir mené une équipe portugaise au bout de la coupe intertoto.
Il démissionne de son poste d'entraîneur de l'União Leiria (pour raisons familiales), le 5 novembre 2007 après quatre défaites consécutives et une place de dernier au classement.
En 2007, il devient sélectionneur de l'équipe du Burkina Faso et signe un contrat de "2 ans renouvelable". Le travail réalisé est très bon puisque la sélection termine 1re de son groupe en 2e Tour préliminaire de la coupe du monde (devant les Tunisiens) mais se fera éliminer au tour suivant en terminant deuxième du groupe E qui comptait également la Côte D'Ivoire, le Malawi, et la Guinée.
Il devient entraîneur du Muc 72 (Ligue 1) le 2 juin 2009 tout en gardant le poste de sélectionneur des Étalons, cas unique dans le championnat de France. Après un mercato léger de la part du club, nombre de journalistes et de supporters estiment que la meilleure recrue de l'été 2009 est bien Duarte, devant n'importe quel joueur. Lorsque le sélectionneur part pour jouer avec l'équipe du Burkina Faso, l'intérim est donnée à Arnaud Cormier ; c'est lui qui prend les rênes de l'équipe A.
Néanmoins, les résultats ne suivent pas. Après 15 matchs, le MUC n'enregistre que deux victoires et pointe à l'avant-dernière place de la Ligue 1 et il est démis de ses fonctions le 9 décembre 2009. Il est remplacé par Arnaud Cormier à la tête de l'équipe mancelle. Il signe en avril 2012, un contrat de deux ans et prend ainsi la direction de l'équipe nationale du Gabon. Il est limogé par la fédération gabonaise le 23 septembre 2013, pour insuffisance de résultats,.
En Avril 2015 Paulo Duarte rejoint le Club sportif sfaxien après la démission de Ghazi Ghrairi.
Dans les derniers jours de l'année 2015, il est de nouveau nommé sélectionneur du Burkina Faso.
En mai 2021, La Fédération togolaise de football (FTF) a annoncé la nomination de Paulo Duarte au poste de sélectionneur. La Fédération togolaise de football était en quête d’un successeur au Français Claude Le Roy, qui avait démissionné en avril 2021. Il a pris son poste à partir du mois d'août 2021. En juin 2024, il démissionne de son poste de sélectionneur.
En juin 2024, il prend la tête d'Al-Kholood en Arabie Saoudite pour la saison 2024/25.  
Le 11 août 2025, il est nommée entraineur du Syli national de Guinée en remplacement de Michel Dussuyer.  

## Palmarès
Troisième de la Coupe d'Afrique des nations 2017